# 石田信之
石田 信之（いしだ のぶゆき、1950年8月30日 - 2019年6月13日）は、日本の俳優。本名同じ。別名義：石田 新（いしだ しん）、石田 延之（読みは同じ）。
出生地は東京都。秋田県北秋田郡森吉町出身。ぷろだくしょん森、エヌ・エー・シー、T＆T総合企画を経て、アイ コンティネンスに所属していた。身長172cm、体重61kg。血液型はB型。
既婚で、一男一女あり。特技は柔道（二段）。

## 人物
父親は警察官で、父親の仕事の関係で秋田県に転居し、高校時代まで過ごす。
1968年、演劇の勉強をすべく東宝芸能学校に入り、その後東宝演劇部に所属。
1969年、『上意討ち』（明治座）で初舞台を踏む。
1970年、TBS系の人気番組『柔道一直線』（TBS）の新レギュラーオーディションに合格しデビュー。翌年（1971年）には『ミラーマン』（フジテレビ）の主演・鏡京太郎役に抜擢（）され、一躍人気者となる。
以後、テレビ・映画を中心に出演作多数。
1989年から1993年頃までは芸名を「石田 新」とし、2007年10月、初の著書である自伝『さよならミラーマン』を出版する際に「石田 延之」（いしだ のぶゆき）に改名したが、再び芸名を本名に戻している。
2005年に足を骨折し入院、退院しても仕事ができない期間が8ヶ月続いた。この時間を利用して自伝を執筆した。
2006年公開の映画『ミラーマンREFLEX』（バップ）には、主人公の兄・影山恭太郎役で出演している。
2007年に東京MXテレビでミラーマンの再放送が行われ、人気が再燃、関連イベントなどに出演した。
同年8月には三軒茶屋で経営していた小劇場「シアター・スパーク1」を閉じた。
2014年3月13日、大腸がんが発覚。肝臓などに転移する進行がんであり、さらに原発性の胃がんも同時に発症して治療中であることを明らかにした。
2015年7月22日、尿管や腹膜などにがんが再発し、医師に余命20か月 - 30か月と宣告されたことを公表。その後も治療を繰り返しながらも仕事を続けていた。
2019年6月13日15時47分、大腸がんからの多臓器転移のため、神奈川県川崎市の病院で死去。68歳没。同年8月3日にお別れの会が東京タワーメディアセンター・スタジオヴィーナスにて催された。

## エピソード
- デビュー以降しばらくは前髪を伸ばしていたが、『次郎長三国志』（1974年）では、髷（）に合わせるためにスポーツ刈りにしている[19]。
- 『柔道一直線』当時のプロフィールでは、赤木圭一郎のファンだったことから俳優を目指したと述べており、目標とする俳優として石原裕次郎を挙げている[20]。

『ミラーマン』関連
- 出演の経緯は、当時の担当マネージャーと『ミラーマン』の代理店である旭通信社（現・ADKホールディングス）に挨拶回りに行った際に、マネージャーが石田のプロフィール宣材を旭通信社に忘れてしまい、宣材を見た『ミラーマン』の番組担当者が主演に抜擢した。同時期、裏番組である『シルバー仮面』への出演依頼も来たが、子供の頃から『ゴジラ』などの特撮映画が好きで、円谷プロにも興味があったことから本作を選んでいる。
- 第1話で頭部に火傷を負い、サイン会に参加中に撮影での疲労が蓄積していたことから右足首を骨折して車椅子に座りながら撮影を続行するなど、撮影中の事故も少なくなかったという。
- 若い頃はどんな作品に出演しても『ミラーマン』のイメージが付いて悩んだことがあったが、時を重ねるに連れて誇らしく思うようになり、それが『ミラーマンREFLEX』への出演につながった。
- 当時の紹介記事では、「高所恐怖症で飛行機にはとても乗る気になれないが、初めての主役なので高所恐怖症を克服したいと思ってます」と述べている。また、乗った際には客室乗務員から「地球のためにありがとうございます」と感謝されていたという。
- 監督を務めた東條昭平について、「顔に似合わず、繊細な画面作りをする」とインタビューで語っている。
- 死去を報じたスポーツ報知には、自身の病を作中に登場する敵「インベーダー」に例えて強い気持ちで立ち向かった姿を「正真正銘のミラーマン」と称えられている。

## 出演

### テレビ作品
- 柔道一直線 第80話「必殺技・まんじ崩し」 - 第92話「この長い柔の道」（1971年、TBS） - 大沢健二
- 千葉周作 剣道まっしぐら 第37話「墓場なき幽霊」（1971年、TBS）- 兵吉（※クレジットは石田博之名義）
- おれは男だ! 第20話「さらば海の恋人よ!」（1971年、NTV） - 仁科
- 火曜日の女 / 九月は幻の海 第5話（1971年、NTV）
- ケンちゃんシリーズ（TBS）
  - すし屋のケンちゃん（1971年 - 1972年） - 尾形三五郎
  - ケーキ屋ケンちゃん 第11話「根性・三つの誓い」（1972年） - 竜太
  - おもちゃ屋ケンちゃん（1974年 - 1975年） - 三五郎
- ミラーマン（1971年 - 1972年、CX） - 主演・鏡京太郎
- 青春をつっ走れ（1972年、CX） - 田所
- あしたに駈けろ!（1972年、CX） - 橋田元一
- 木下恵介・人間の歌シリーズ / 愛よ、いそげ（1972年 - 1973年、TBS）
- 熱血猿飛佐助 第14話「若者よ 大きく生きよう」（1973年、TBS） - 岩井竜之助
- お嫁に行きます（1973年、12ch） - 西条豊
- 太陽にほえろ!（NTV）
  - 第30話「また若者が死んだ」（1973年） - 浩一（二郎の兄）
  - 第121話「審判なき罪」（1974年） - 井口昇
  - 第321話「朝顔」（1978年） - 小谷和夫（竹中勉）
  - 第379話「旅の夢」（1979年） - 池野修
  - 第641話「二度死んだ女」（1985年） - 島崎
- 銀河テレビ小説（NHK）
  - 波の塔（1973年）
  - 天気晴朗なれど（1973年） - 青木春生
  - 霧の視界（1975年） - 田所徹夫
- ジャンボーグA 第12話「大阪に死す! ジャンボーグA」、第13話「よみがえれ今! ジャンボーグA」（1973年、MBS） - 岸京一郎
- 新選組（1973年、CX） - 北原健介
- どっこい大作 第14話「すごい奴がまっていた!!」 - 第27話「世界一に負けぬ日本一!!」（1973年、NET） - 風野三郎
- がんばれ!兄ちゃん（1973年、TBS） - 新伍
- テレビスター劇場 / もめん・きぬごし（1973年、NET）
- スーパーロボット レッドバロン 第1話「ロボット帝国の陰謀」- 第4話「必殺! フェニックス戦法」（1973年、NTV） - 紅健一郎
- 大河ドラマ / 国盗り物語 第47回「殺意」、第48回「光秀無禄」、第50回「本能寺の変」（1973年、NHK） - 細川忠興
- 火曜劇場 / 人妻だから（1973年 - 1974年、NTV）
- めしはまだか!（1974年、NET）
- 度胸時代（1974年、CBC）
- 次郎長三国志（1974年、NET） - 増川仙右衛門
- 水戸黄門（TBS）
  - 第5部 第6話「お新に惚れた男 -高山-」（1974年） - 市之助
  - 第8部 第1話「薩摩へ向う世直し旅 -江戸-」（1977年） - 新吉
  - 第9部 第18話「命を賭けた忍びの掟 -五箇山-」（1978年） - 佐吉
  - 第10部 第18話「八兵衛うっかり若旦那 -大垣-」（1979年） - 与吉
  - 第12部 第21話「湯気に隠れた悪企み -山中-」（1982年） - 雄次
  - 第13部（1983年）
    - 第13話「真実を尽した妻の愛 -高野-」 - 茂造
    - 第20話「女桃太郎の鬼退治 -博多-」 - 清太郎

  - 第15部 第38話「父と呼ばれた格之進 -大宮-」（1985年） - 千太郎
  - 第16部 第34話「恐怖の隠密狩り -二本松-」（1986年） - 丹羽長之
  - 第17部 第15話「南国土佐のいごっそ女房 -高知-」（1987年） - 神代伊織
  - 第20部（1991年）
    - 第28話「孤剣に秘めた悲願 -松江-」 - 松平綱近
    - 第35話「偽者亭主の親孝行 -松本-」 - 房吉

  - 第22部（1993年）
    - 第1話「水戸黄門」 - 稲垣対馬守
    - 第32話「会津名物夫婦下駄 -会津-」 - 松平正容

  - 水戸黄門外伝 かげろう忍法帖 第16話「悪を懲らした女たち」（1995年） - 川西庄三郎
  - 第23部 第27話「酔いどれ男の恩返し -人吉-」（1995年） - 谷村小一郎
  - 第24部（1996年）
    - 第19話「悪を糺した瀬戸の花嫁 -広島-」 - 浅野綱長
    - 第37話「陰謀砕いた江戸の空 -江戸-」 - 藤枝晋之介

  - 第25部 第13話「若様の水門破り -高松-」（1997年） - 松平頼常
  - 第29部 第19話「謎の俳諧師を追え! -高田-」（2001年） - 河合曾良
  - 第30部 第22話「神々の里の奇妙な話 -高千穂-」（2002年） - 川上真左衛門
  - 第32部 第4話「響け! 汗と涙の御諏訪太鼓 -諏訪-」（2003年） - 諏訪忠晴
  - 第33部 第18話「帰ってきた風の盆 -八尾-」（2004年） - 前田正甫
  - 第35部 第5話「お転婆姫の大変身! -大分-」（2005年） - 松平対馬守
  - 第36部 第3話「手抜き普請の悪退治 -善光寺-」（2006年） - 石動左近
  - 第37部 第1話「将軍御落胤の野望 -館林-」（2007年） - 香川平右衛門
  - 第42部 第5話「暴かれたヒスイの謎 -糸魚川-」（2010年） - 有馬清純
  - 最終回スペシャル（2011年） - 美崎藩士
- 銭形平次（CX） ※大川橋蔵版
  - 第433話「夕映えの女」（1974年） - 卯之吉
  - 第481話「幸せの行方」（1975年） - 勝次
  - 第745話「謎の南蛮かるた」（1980年）
  - 第763話「浮世絵の女」（1981年） - 国正
  - 第802話「死の遺産相続」（1982年） - 清太郎、銀次（二役）
  - 第811話「必殺 千鳥鉄」（1982年） - 清次郎
- ご存知遠山の金さん 第50話「さて金さんの正体は?」（1974年、NET） - 丁五郎（小堀新之介）
- ご存じ金さん捕物帳 第5話「汚れた千両箱」（1974年、NET） - 源次
- 非情のライセンス 第2シリーズ 第5話「兇悪のカナリヤ」（1974年、NET） - 前原三郎
- 必殺シリーズ（ABC）
  - 暗闇仕留人 第20話「一途にて候」（1974年） - 加納一平
  - 必殺仕業人 第16話「あんたこの掠奪をどう思う」（1976年） - 仙太
  - 新・必殺仕置人 第38話「迷信無用」（1977年） - 定吉
  - 新 必殺からくり人 第7話「東海道五十三次殺し旅 荒井」（1977年） - 文次郎
  - 必殺仕事人 第3話「仕事人危うし! あばくのは誰か?」（1979年） - 与之介
  - 新・必殺仕事人 第11話「主水ふてくされる」（1981年） - 仙吉
  - 必殺仕事人IV 第41話「主水 夏バテで早朝体操を休む」（1984年） - 佐七
- 金曜時代劇 / ふりむくな鶴吉 第11話「風ぐるま」（1974年、NHK）
- 賞金稼ぎ（1975年、NET） - 桜井新之介
- 俺たちの勲章 第16話「儀式の終りに」（1975年、NTV） - 戸川タカシ
- 徳川三国志 第6話「白昼の三十六人斬り」（1975年、NET） - 渡辺数馬
- マチャアキの森の石松 第9話「はつ恋望郷 噂のあいつ」（1975年、NET）
- われは海の子（1976年、TBS） - 俊介
- たぬき先生奮戦記 第14話「ダイヤ紛失! 二郎先生真ッ青!!」（1976年、CX）
- 土曜ドラマ（NHK）
  - 男たちの旅路 第3話「猟銃」（1976年） - 荒木
  - 松本清張シリーズ・一年半待て（1978年） - 小杉英夫
- 宮本武蔵 第24話「巌流の挑戦状」（1976年、CX） - 有馬彦八
- 大江戸捜査網シリーズ（12ch→TX）
  - 大江戸捜査網
    - 第235話「殺しの陰謀」（1976年） - 幸吉
    - 第290話「恐怖の無差別殺人」（1977年） - 玄太郎
    - 第305話「十手に賭けた同心悲哀」（1977年） - 荒巻
    - 第318話「おんな拳法 仇討ち絵巻」（1977年） - 新倉竜之介
    - 第374話「姿なき目撃者」（1979年） - 安吉
    - 第387話「白頭巾参上 辻斬り大追跡」（1979年） - 九重忠之
    - 第431話「暴れ駕篭 泣き笑いの縁結び」（1980年） - 与吉
    - 第482話「嘘と誠の夫婦雛」（1981年） - 佐野栄之進
    - 第494話「海鳴りの里に泣く遊女」（1981年） - 千太郎
    - 第606話「哀愁別れ唄・さざんかの宿」（1983年） - 春吉

  - 新 大江戸捜査網 第21話「深川隠れ宿無頼帖」（1984年） - 清次
  - 平成版 第2シリーズ 第1話「五万両の謎 やわ肌入れ墨秘帳」（1991年） - 佐吉
- シリーズ人間模様 / 堂々たる打算（1976年、NHK） - 向井
- 夜明けの刑事 第96話「猫神家一族に何が起こったか?」（1976年、TBS） - 猫神信二
- 特別機動捜査隊 第789話「新春…危機一髪」（1977年、NET） - 野口武男
- 事件㊙お料理法 第4話「本音とたてまえ」（1977年、KTV）
- 破れ傘刀舟悪人狩り 第126話「逢初橋の女」（1977年、NET） - 新助
- 遠山の金さん（NET→ANB） ※杉良太郎版
  - 第1シリーズ 第75話「はるかな江戸の便り」（1977年） - 新助
  - 第2シリーズ 第22話「いれずみ無情」（1979年） - 伊助
- 新・座頭市 第25話「帰って来た渡世人」（1977年、CX） - 浅次郎
- 桃太郎侍 第27話「袋小路の男」（1977年、NTV） - 新助
- 花のながれ（1977年、CBC） - 村越亮
- 人形佐七捕物帳 第20話「悪を走らせた純愛」（1977年、ANB） - 長吉
- 達磨大助事件帳 第10話「復讐の果てに」（1977年、ANB） - 吉次
- 吉宗評判記 暴れん坊将軍（ANB）
  - 第5話「大奥に咲いた春」（1978年） - 清吉
  - 第64話「槍を持つ手に一番纏」（1979年） - 伝造
  - 第174話「尾道夕燒け・仇討ち」（1981年） - 安藤平四郎
- 花王 愛の劇場（TBS）
  - 愛の終着駅（1978年）
  - 愛の旅路（1980年）
  - 妻の旅立ち（1984年）
  - あなただったら?（1986年）
- 江戸の鷹 御用部屋犯科帖 第30話「怪奇! 八ツ目洞窟の隠し金」（1978年、ANB）
- 森村誠一シリーズII / 青春の証明（1978年、MBS）
- 破れ新九郎 第9話「新九郎西伊豆へ走る!（前編）」、第10話「新九郎西伊豆へ走る!（後編）」（1978年、ANB） - 和田文次郎
- 新五捕物帳（NTV）
  - 第56話「恨みは残る三味の糸」（1979年） - 常吉
  - 第161話「女髪結い情け唄」（1981年）
  - 第179話「水にぬれた夢」（1982年）
  - 第196話「命をかけてくれた女」（1982年） - 源蔵
- 疾風同心 第20話「娘を狙う恐怖の牙」（1979年、12ch） - 秀次
- 赤穂浪士（1979年、ANB） - 萱野三平
- 平岩弓枝ドラマシリーズ / 日本のおんなシリーズ 江戸紫の女（1979年、CX）
- 半七捕物帳 第8話「怪談津の国屋」（1979年、ANB）
- 柳生一族の陰謀 第34話「やわ肌の秘密」（1979年、KTV） - 松下長綱
- 鉄道公安官 第11話「東北本線・美しき逃亡者」（1979年、ANB）
- 日本名作怪談劇場 / 怪談・吸血鬼紫検校（1979年、12ch） - 田村伊織
- 大空港 第45話「愛の墓標 次に消されるのはどいつだ!」（1979年、CX） - 水野ユウイチ
- 伝七捕物帳 第24話「幽霊を見た幽霊」（1979年、ANB） - 佐助
- Gメン'75（TBS）
  - 第227話「Gメン対香港の人喰い虎」、第228話「Gメン対香港の人喰い虎PART2」（1979年） - 島谷達也
  - 第235話「師走のトリック殺人」（1979年） - 影山巡査
  - 第260話「悪魔の結婚式」（1980年） - 前川和夫
  - 第274話「東京原宿族 この夏の犯罪」（1980年） - 山根昇
  - 第347話「生き返った5年前の死体」、第348話「生き返った5年前の死体 PART2」（1982年） - 滝口辰也
- 江戸の激斗 第24話「必死の脱出!!」（1979年、CX） - 榊祐三郎
- 西遊記 パート2 第6話「オカルト! 悪霊の棲む館」（1979年、NTV） - 小英
- 日本名作怪談劇場 第4話「怪談 吸血鬼 紫検校」（1979年、12ch） - 田村伊織
- ゴールデンドラマシリーズ / 嵐の中のあいつ（1980年、CX）
- そば屋梅吉捕物帳 第19話「江戸を走る影法師」（1980年、12ch） - 綱之助
- 長七郎天下ご免! （ANB）
  - 第19話「唄を忘れた箱入娘」（1980年）- 新助
  - 第36話「肝っ玉かみなり娘」（1980年）- 沢村公二郎
- 木曜ゴールデンドラマ
  - 極秘指令! F作戦を遂行せよ!（1980年、NTV）
  - 砂の殺意 わが子を奪ったのは誰? 女が女に復讐するとき（1981年、YTV）
- 江戸を斬るV 第12話「鍾馗人形殺人事件」（1980年、TBS） - 新助
- ライオン奥様劇場 / 徳川の女たち・第二部 悲恋 お袖、吉宗 第20話（1980年、CX） - 久兵衛
- 仮面ライダースーパー1 第4話「走れ一也! ドグマ死の結婚行進曲」（1980年、MBS） - イスマエル王子
- 旅がらす事件帖 第11話「真っ赤な花咲く運命峠」（1980年、KTV） - 吉三郎
- 12時間超ワイドドラマ（12ch→TX）
  - それからの武蔵（1981年） - 細川光尚
  - 海にかける虹〜山本五十六と日本海軍（1983年）
  - 織田信長（1994年） - 池田恒興
- 男子の本懐（1981年、NHK）
- 柳生あばれ旅 第24話「打倒! 柳生一族」（1981年、ANB） - 井伊直滋
- 刑事犬カール2 第15話「刑事犬が写した証拠写真」（1981年、TBS）
- 鬼平犯科帳 第2シリーズ 第14話「埋蔵金千両」（1981年、ANB）
- ドラマ・人間 第10話「'81年型説教強盗」（1981年、ANB）
- 同心暁蘭之介 第6話「遠い国から来た女」（1981年、CX）
- 幻之介世直し帖 第13話「金も女もおそろしい」（1981年、KTV）
- 特捜最前線（ANB）
  - 第246話「魔の職務質問!」（1982年） - 藤木
  - 第332話「殺人実写フィルムの女達!」（1983年） - 倉持良一
- 鞍馬天狗 第8話「雪の雲母坂」（1982年、TBS）
- 大岡越前（TBS）
  - 第6部 第11話「江戸っ子駕籠」（1982年） - 伊助
  - 第12部 第13話「殺しを見ていた女」（1992年） - 幸助
  - 第14部 第23話「冤罪晴らす大芝居」（1996年） - 景山進之丞
- 火曜サスペンス劇場（NTV）
  - 影なき殺意 母親殺しの烙印（1982年）
  - 重婚（1983年）
  - 追いつめられた女（1988年）
  - 赤いコートの女（1990年）
  - 女弁護士・高林鮎子 第11作「能登に消えた女」（1993年） - 藤田繁
  - 女監察医・室生亜季子 第21作「身元不明」（1997年） - 遠藤裕一
- 土曜ワイド劇場
  - 第三の女（1982年、ANB）
  - 京都不倫旅行殺人事件（1986年、ANB）
  - 京都離婚旅行殺人事件（1987年、ANB） - 北上
  - 実年素人探偵とおんな秘書の名推理 第4作「仙台・松島湾島めぐりツアー殺人事件」（1989年、ABC） - 滝本健一
- 斬り捨て御免! 第3シリーズ 第7話「謀略血で染めた御用金強奪」（1982年、TX） - 浅月半次郎
- 松平右近事件帳 第13話「知られたくなかった秘密」（1982年、NTV） - 良三郎
- 源九郎旅日記 葵の暴れん坊 第10話「つっぱり囃子の子守唄」（1982年、ANB） - 文吉
- 右門捕物帖 第13話「さむらい教育」（1983年、NTV）
- 暁に斬る! 第22話「新妻の叫び"私を殺して"」（1983年、KTV） - 村井弥一郎
- 月曜ワイド劇場 / 私は女教師（1983年、ANB）
- 眠狂四郎無頼控 第16話「怪奇! 妖刀に呪われた女」（1983年、TX） - 能見小四郎
- ザ・サスペンス（TBS）
  - 残酷な旅路 異常な一族の性的犯罪（1983年）
  - フルムーン殺人旅行（1983年）
- 流れ星佐吉 第8話「大枚つんだお床入り」（1984年、CX）
- 私鉄沿線97分署 第28話「出張捜査はハネムーン!?」（1985年、ANB）
- 金曜女のドラマスペシャル / 女性キャスター矢村麻沙子シリーズ ガラスの棺（1986年、CX）
- 年末時代劇スペシャル（NTV）
  - 白虎隊（1986年） - 徳川慶喜
  - 五稜郭（1988年） - 徳川慶喜
  - 奇兵隊（1989年） - 山田宇右衛門
- 傑作時代劇 / 五瓣の椿（1987年、ANB）
- 銭形平次 第18話「消えた獄門首」（1987年、NTV） - 弥之助 ※風間杜夫版
- 若大将天下ご免! 第14話「見知らぬ父の城で泣け!」（1987年、ANB） - 平賀由之助
- 長七郎江戸日記 第2シリーズ 第34話「一の糸」（1988年、NTV） - 彦次郎
- 三匹が斬る! シリーズ（ANB）
  - 続・三匹が斬る! 第4話「お七里の、イジメが元で不倫妻」（1988年） - 傘次郎
  - ニュー・三匹が斬る! 第16話「藍玉に惚れた阿呆と盗る阿呆」（1994年） - 信吉
- 隠密・奥の細道 第13話「最上川に泣く迷い姫」（1989年、TX）
- もっとあぶない刑事 第24話「急転」（1989年、NTV） - 高木登
- 翔んでる!平賀源内 第9話「殺意が潜む大井川」（1989年、TBS） - 本多正供
- ザ・刑事 第20話「行きずりの恋、美人婦警が共犯者?」（1990年、ANB） - 米山勇一郎
- ご存知!旗本退屈男VI（1991年、ANB） - 黒鍬者桔梗
- 特救指令ソルブレイン 第50話「希望を生んだ魔犬」（1992年、ANB） - 岡本博士
- 男と女のミステリー→金曜プレステージ（CX）
  - 女優・夏木みどりシリーズ 第3作「あだし野伝説殺人事件」（1992年） - 香田克則
  - 医療捜査官 財前一二三 第1作（2011年） - 谷川陽三
  - 浅見光彦シリーズ 第44作「砂冥宮」（2012年） - 滝川刑事課長
- 月曜・女のサスペンス / 愛の殺人カルテ（1992年、TX） - 丹羽重一
- 裏刑事-URADEKA- 第4話「操られた少年殺人チーム」（1992年、ANB）
- さすらい刑事旅情編V 第7話「特急富士B寝台・女カメラマンの謎の死」（1992年、ANB）
- 法医学教室の事件ファイル 第2シリーズ 第1話「死体の復讐!? 女医の挑戦」（1993年、ANB）
- 桃太郎侍「桃太郎侍II 危うし!八百万石　闇将軍の陰謀と四人の美女 桃太郎、江戸―名古屋―京で怒りの鬼退治!!」（1993年4月1日、ANB）
- はぐれ刑事純情派 第9シリーズ 第2話「安浦刑事がリストラされる!?」（1996年、ANB）
- NHK正月時代劇 / おらが春（2002年、NHK-BS Hi）
- 女と愛とミステリー→水曜ミステリー9（TX）
  - グズ茂検事の犯罪捜査（2002年） - 刑事
  - 消えた花嫁 天竜・伊那殺人渓谷（2003年） - 西原敬直
  - 古都奈良殺人ライン〜八木沢警部補の捜査（2004年）
  - 旭山動物園シロクマ園長 命の事件簿 第2作「神居古潭〜天人峡連続殺人事件」（2008年） - 石黒紀之
- はみだし刑事情熱系 PART7 第8話「愛する妻娘が! 4つの爆弾を抱いた刑事」（2003年、ANB） - 和田
- ドラマW / 6時間後に君は死ぬ（2008年、WOWOW）
- 白洲次郎 第2回「1945年のクリスマス」（2009年、NHK） - 小畑敏四郎
- 月曜ゴールデン / 無敵のおばさん 小早川千冬・正義の事件簿（2010年、TBS）
- イタズラなKiss2〜Love in TOKYO 第14話「愛してファイト」（2014年、CX） - 平松教授

### 映画
- 組織暴力 兄弟盃（1969年、東映）
- 日本暴力団 組長と刺客（1969年、東映）
- 不良番長 一獲千金（1970年、東映）
- 暴力団再武装（1971年、東映） - 国
- 恋は放課後（1973年、松竹） - 滝田弘
- 女王蜂（1978年、東宝） - 遊佐三郎
- 古都（1980年、東宝） - 秀男
- おれは男だ! 完結編（1987年、松竹）
- 東京交差点（1991年、日本ヘラルド映画）
- 極道の門 実録・大阪頂上戦争（1994年、GAGA）
- モウ翔ブ夢ハ見ナイ（2001年、エクセレントフィルム） - 金井博紀[26]
- 草の乱（2004年、『草の乱』製作委員会） - 小柏常次郎
- 男前 泣いて笑って泥まみれ（2005年、レイトゥースリー）
- ミラーマンREFLEX（2006年、バップ） - 影山恭太郎
- ウルトラマンゼロ THE MOVIE 超決戦!ベリアル銀河帝国（2010年、松竹） - 二次元の民の声
- ビターコーヒーライフ（2012年、『ビターコーヒーライフ』製作委員会）
- 恐竜を掘ろう（2013年、東京テアトル）
- 風切羽〜かざきりば〜（2013年、アルケミーブラザース） - 川北
- 赤々煉恋（2013年、アイエス・フィールド）
- VAMP（2019年8月23日公開）※遺作
- スケバンくノ一（2019年10月26日公開、BAD TASTE・アブカワコーポレーション）

### オリジナルビデオ
- 極道の門 二代目・流血の盃（1995年、タキコーポレーション）
- 極道の門 最後の首領（1995年、タキコーポレーション）
- 魔界転生 THE ARMAGEDDON（1996年、GAGA） - 松平伊豆守
- 魔界転生 THE ARMAGEDDON 魔道変（1996年、GAGA） - 松平伊豆守
- 会社の怪談2 オフィス・ホラー・ストリー（1997年、ケイエスエス）
- 美乳大作戦 メスパイ（1997年、東映ビデオ） - 宇田川利之
- オークションされる女3（1999年、ミュージアム）
- 龍神三兄弟（2000年、ミュージアム）
- 首領への道14（2001年、ミュージアム） - 黒岩茂
- 首領への道15（2001年、ミュージアム） - 黒岩茂
- つぼみ斬魔剣 宿命の生娘剣士（2010年、ティーエムシー）
- 夜光華 〜銀座処女ホステス〜（2014年、アルバトロス）

### 舞台
- 上意討ち（1969年、明治座）
- 宮本武蔵（1970年、帝国劇場）
- 破れ傘刀舟 悪人狩り（1976年、御園座）
- 銭形平次捕物控（1979年、新歌舞伎座） - 鶴吉
- さのさ節（1979年、新歌舞伎座）
- 新宿情話（1984年、新宿コマ劇場）
- 俺は三四郎（1986年、名鉄ホール）
- お島 千太郎（1991年、梅田コマ劇場）
- 爆笑アキラの清水の次郎長（1997年、日本喜劇人協会）
- 大漂流（2001年、COG商店）
- サンタクロースの墓（2001年、Shinjuku SPACE 107）
- 爆弾を胸に抱いて（2010年、綜英社）
- フリーダイヤル：0120（2013年、劇団フルモンティ）
- 遠山の金さん（新宿コマ劇場）
- いろはにほえと若だんな（新宿コマ劇場）
- はだか大名（中座）

### その他のテレビ番組
- あしたのSHOW（2018年8月・9月、TOKYO-MX） - 司会
- クイズ!脳ベルSHOW（2018年2月19日・20日、BSフジ） - ゲスト

## 作品

### 原作・脚本
- 遠き夏の日（2017年・2018年） - 朗読劇。九州から東北などで公演。

## 音楽

### シングル
| 題名             | B/W・C/W                         | 発売年 | レーベル                 | 備考                                                                       |
| ---------------- | -------------------------------- | ------ | ------------------------ | -------------------------------------------------------------------------- |
| 戦え! ミラーマン | 朝日に向ってジャンボフェニックス | 1972年 | キングレコード           | 『ミラーマン』EDテーマ。共演者の杉山元、市地洋子、沢井孝子らとともに歌唱。 |
| 友情ある説得     | 噂のふたり                       | 1973年 | 日本コロムビア（デノン） |                                                                            |

## 著書
- さよならミラーマン（2007年、大洋図書）ISBN 4813020720